# 弗朗兹·贝瓦尔德
弗朗兹·贝瓦尔德（瑞典語：Franz Berwald；1796年7月23日—1868年4月3日），瑞典作曲家。早年曾在宫廷管弦乐团任职，后为生计所迫曾长时期担任外科医生，玻璃商等职务。晚年曾在斯德哥尔摩音乐学院任教。音乐风格类似德奥浪漫主义，但旋律与和声写法独具特色。其作品在生前不受重视，死后逐渐得到上演机会，现在被视为最重要的瑞典作曲家。

## 外部連結
- 弗朗兹·贝瓦尔德的免费乐谱，由国际乐谱典藏计划提供